# یانگ کایشنگ
یانگ کایشنگ (به انگلیسی: Yang Kaisheng) (زاده ۱۹۴۹) کارآفرین، بانکدار و مدیر ارشد اجرایی چینی است، که در حال حاضر به‌عنوان رییس هیئت مدیره بانک صنعتی و بازرگانی چین فعالیت می‌کند.